# Гілгіл
Гілгіл (англ. Gilgil) — місто в центральній частині Кенії, на території провінції Рифт-Валлі.

## Географія
Абсолютна висота - 2626 метри над рівнем моря . Місто розташоване між містами Найробі і Накуру, на захід від річки Гілгіт, що несе свої води на південь і живильного озера Найваша.

## Населення
За даними на 2013 рік чисельність населення становить 35 326 осіб.
Динаміка чисельності населення міста за роками:
| 1989  | 2013   |
| ----- | ------ |
| 4 200 | 35 326 |

## Економіка
Основою економіки Гілгіт служить сільське господарство. Має місце видобуток діатоміту і виробництво сільськогосподарського обладнання.